# Durup-Tøndering-Nautrup Pastorat
Durup-Tøndering-Nautrup Pastorat var et pastorat i Salling Provsti i den nuværende Skive Kommune (i den daværende: Sallingsund Kommune i 1970-2006 samt i Nautrup-Sæby-Vile Sognekommune og Durup-Tøndering Sognekommune før 1970). I 2014 blev de tre sogne en del af Harrevig Pastorat.
Pastoratet omfattede de tre sogne Durup Sogn, Tøndering Sogn og Nautrup Sogn. Pastoratet blev oprettet i 1969, da Nautrup Sogn blev overflyttet fra Nautrup-Vile Pastorat til Durup-Tøndering Pastorat.
I nutiden styres det tidligere pastorats kirkelige og administrative anliggender af Durup-Tøndering-Nautrup Sognes Menighedsråd.